# セルチュク・イナン
セルチュク・イナン（Selçuk İnan, 1985年2月10日 - ）は、トルコ・イスケンデルン出身の元サッカー選手、サッカー指導者。現役時代のポジションはMF。

## 経歴

### クラブ
2002年にTFF1.リグ（2部）のダルダネルスポルでプロデビュー。2005年にスュペル・リグ（1部）のマニサスポルへ移籍しステップアップ。
2008年、トラブゾンスポルへ移籍。2008年11月1日のイスタンブールBBSK戦で挙げた得点はクラブの2000番目の得点となった。トラブゾンスポルではストライカーのウムト・ブルトへボールを供給する役割を担い、2009-10シーズンにはテュルキエ・クパスで優勝を果たした。
2011年5月25日、ガラタサライへ自由移籍で加入。2012-13シーズンのUEFAチャンピオンズリーグではクラブのベスト8進出に貢献。外国人主体のガラタサライの中で数少ないトルコ人選手として活躍し、2013年にロベルト・マンチーニが監督に就任すると、サブリ・サルオールに代わりキャプテンに就任した。

### 引退
2020年7月20日、引退を発表。

### 代表
世代別代表に招集され、2007年にトルコ代表デビュー。
EURO2008予選にも度々招集されていたが、予選でのレッドカードにより本選の2試合で出場停止処分を受けることが事前に判っていたため、EURO2008本大会のメンバーには選出されなかった。
EURO2016予選では中心選手としてプレイ。予選最終節のアイスランド戦では後半44分に直接フリーキックを決め、1-0での勝利に貢献し、トルコの2大会ぶりとなるEURO出場権獲得の立役者となった。

## タイトル

### クラブ
トラブゾンスポル
- テュルキエ・クパス ： 2009-10
- スュペル・クパ ： 2010

ガラタサライ
- スュペル・リグ ： 2011-12, 2012-13, 2014-15, 2017-18, 2018-19
- テュルキエ・クパス ： 2013-14, 2014-15, 2015-16, 2018-19
- スュペル・クパ ： 2012, 2013, 2015, 2016, 2019

### 個人
- スュペル・リグ年間最優秀MF ： 2011-12